# Pojistka zbraně

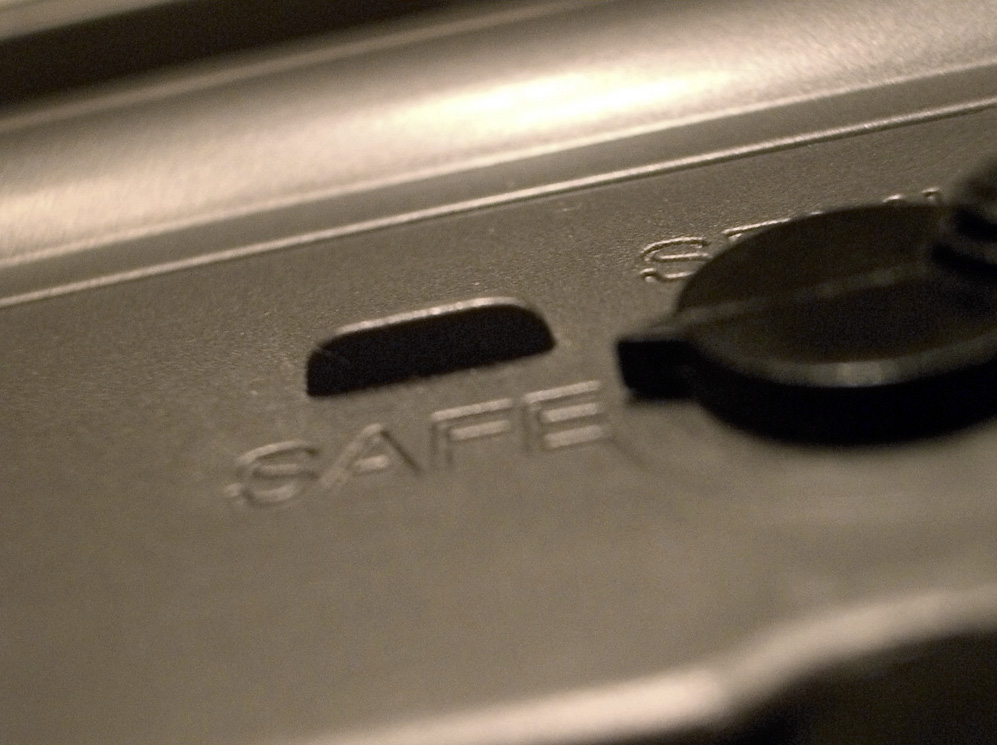
Detailní záběr manuální pojistky na pušce M16A2

Pojistka zbraně, respektive pojistné mechanismy zbraní jsou jak ručně ovládané, tak i automatické mechanismy, jejichž účelem je zabránění nežádoucímu výstřelu zbraně. V zúženém smyslu slova se pojistkou nazývá součástka zbraně, která brání pohybu nebo jinak znemožní funkci spoušťového a/nebo bicího mechanismu zbraně.
Mezi pojistky se řadí i výstražník, který nenaplňuje zcela výše uvedenou definici. Výstražník umožňuje střelci zkontrolovat a to buď vizuálně nebo hmatem, jestli je v nábojové komoře zasunut náboj a/nebo jestli je zbraň natažena.

## Používané pojmy
- Jistota (jištění) je konstrukce, neboli vnitřní uspořádání, mechanismu zbraně vytvořené za daným bezpečnostním účelem.
- Pádová jistota (též pádová bezpečnost) je souhrn vlastností zbraně a je daná konstrukcí zbraně. Cílem pádové jistoty je dosáhnout toho, že zbraň s nábojem v komoře, napnutým bicím ústrojím a s odjištěnou manuální pojistkou při náhodném pádu samovolně nevystřelí.[2] Pro kontrolu pádové jistoty jsou prováděny definované zkoušky.
- Pojistka - součástka (y) zajišťující činnost jištění.
- Pojistné ústrojí je jiný pojem používaný jako synonymum k pojistnému mechanismu.

## Druhy pojistek a jištění
Pro zvýšení bezpečnosti bylo vyvinuto mnoho různých druhů pojistek a jištění. U moderních zbraní jsou bezpečnostní prvky násobeny a kombinovány..

### Manuální pojistka
Slouží k zajištění napnutého bicího mechanizmu zbraně. Toto pojistku střelec ovládá obvykle ručně. U některých konstrukcí může být pojistka konstruována tak, že její zajištění je provedeno automaticky například při nabíjení zbraně. Manuální pojistka je k dispozici téměř na všech moderních ručních palných zbraních. Výjimku tvoří většina revolverů a některé lovecké zbraně s vnějšímy kohouty.
Manuální pojistka existuje v mnoha variantách: (v závorce jsou uvedeny příklady)
- Páková (puška M1 Garand)
- Otočná (karabina Winchester M1)
- Posuvná (opakovací puška Marlin)
- Tlačítková (opakovací puška Winchester se spodní ovládací pákou)
- Otáčivá hlava kohoutu (Systém Thomson/Center)

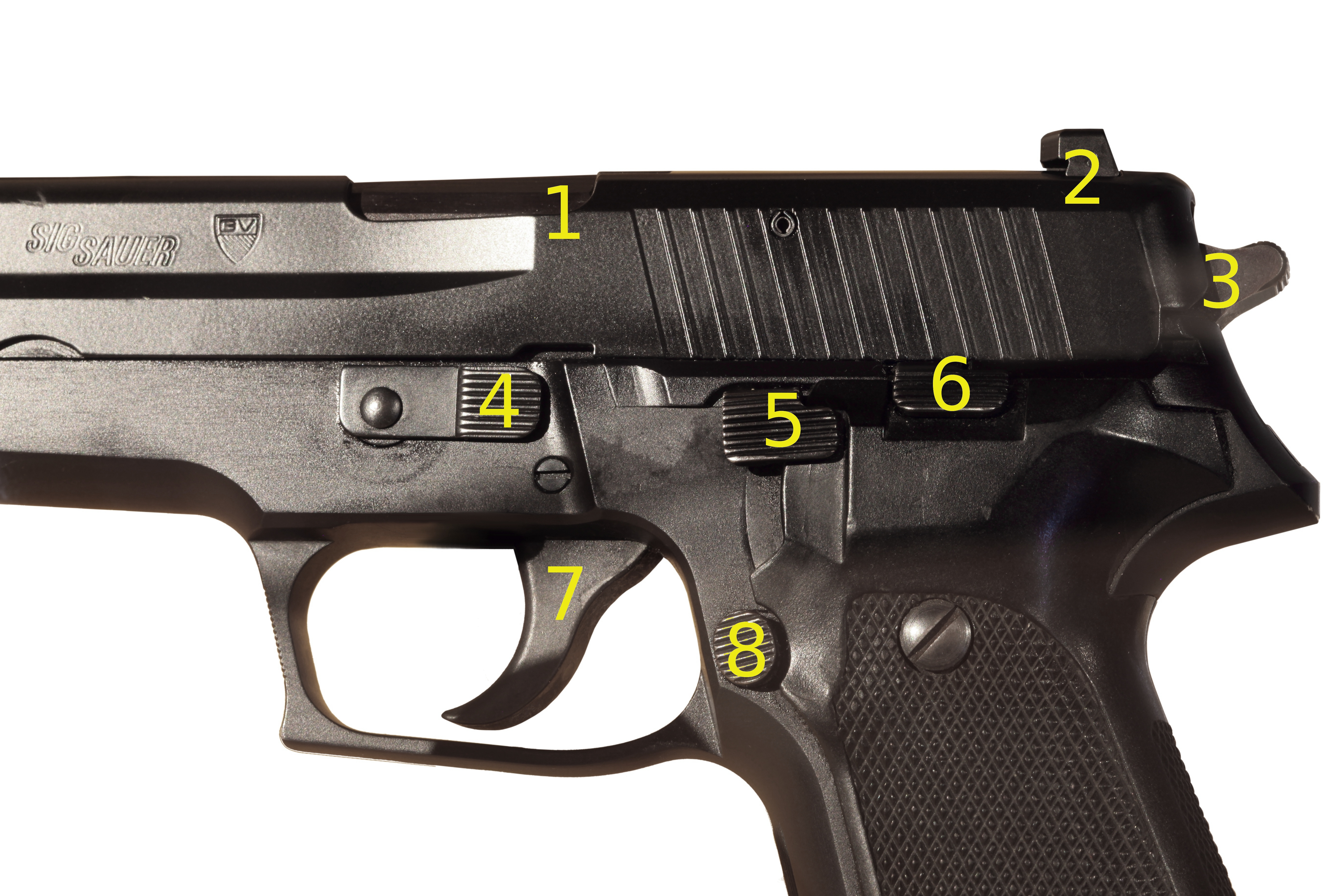
Pozice 5: uvolňovací páka bicího kohoutu na pistoli SIG P226

### Uvolňovací páka bicího kohoutu
Je používán většinou u pistolí s DA spoušťovým mechanismem. Při natažení zbraně se dostane náboj do komory a zároveň je natažen kohout bicího mechanismu zbraně. Vypuštěním kohoutu do přední polohy stisknutím spouště by způsobilo výstřel. Uvolňovací páka umožní vypustit kohout bezpečně bez výstřelu. Toto řešení je použito například na pistoli CZ 75D.
Jde o ozub na spodní části bicího kohoutu, který je odpružen a oddaluje kohout po dopadu tak, aby se zápalník neopíral o zápalku zbraně.

### Dlaňová pojistka
Jedná se o pojistku používanou na některých pistolích. Bývá umístěna na hřbetu rukojeti pistole a blokuje bicí a/nebo spoušťový mechanismus v případě, že rukojeť zbraně není stisknuta v ruce střelce.

### Zásobníková pojistka
Je používána především na pistolích velkých ráží, ale v několika případech se vyskytuje i u pušek. Tato pojistka je aktivována tím, že je ze zbraně vytažen zásobník. Tím lze předejít nežádoucímu výstřelu při zapomenutém náboji v komoře zbraně například při čištění, neboť vytažení zásobníku je obvykle první nutným krokem při čištění zbraně.

### Bezpečnostní záchyt bicího kohoutu
Bezpečnostní záchyt bývá součástí pistolí, ale i pušek s vnějším bicím kohoutem. Tento záchyt je vlastně ozub na spodní části bicího kohoutu. Na tento bezpečnostní ozub se kohout zachytí během natahování kohoutu asi v polovině své dráhy. Při zachycení na tomto ozubu nemůže být bicí kohout vypuštěn spouští zbraně a to až do úplného napnutí bicího kohoutu.

### Závěrová pojistka
Smyslem této pojistky je zajištění zbraně proti výstřelu při neuzavřeném, nebo neuzamčeném závěru, které by mohlo vést k destrukci zbraně a/nebo ohrožení bezpečnosti střelce. Tato pojistka je součástí téměř všech pistolí i pušek a karabin.

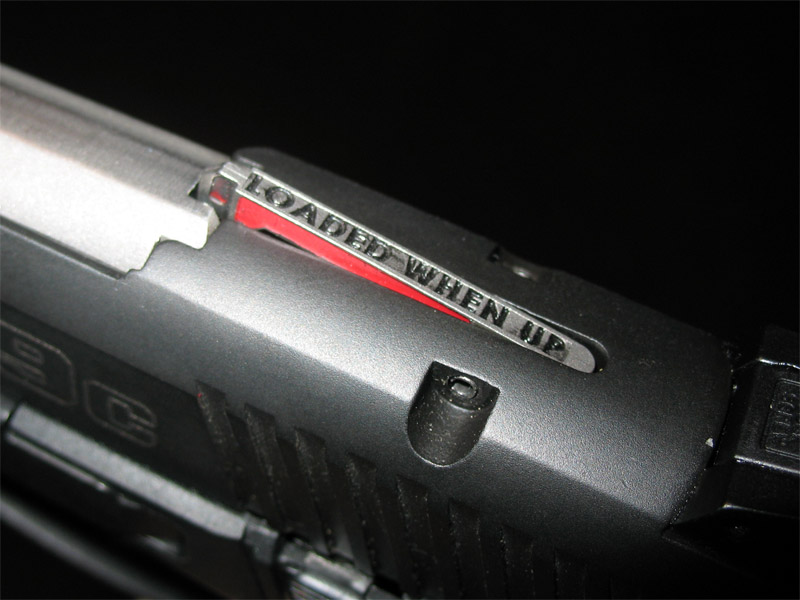
Výstražník na pistoli Ruger SR9 compact

### Výstražník
Je většinou vyroben ve formě čepu, nebo výstupku, který vyčnívá ze zbraně v případě, že zbraň má natažený bicí mechanismus a/nebo náboj je vložen v komoře.
Příkladem může být Pistole vz. 50, nebo lovecké kulovnice ČZ.

### Automatická pojistka úderníku
Úderník zbraně je touto pojistkou automaticky blokován nebo vyřazen z funkce jiným způsobem a to až do okamžiku kdy je zcela stisknuta spoušť zbraně. Tato pojistka bývá obvykle na samonabíjecích pistolích, ale vyskytuje se i na puškách a to většinou spolu s pojistkou závěru.

### Odskok
Je používán často u pistolí se DA spoušťovým mechanismem. Jde o ozub na spodní části bicího kohoutu, který je odpružen a oddaluje kohout po dopadu tak, aby se zápalník neopíral o zápalku zbraně.

### Převodní kulisa
Jde o pojistný mechanismus používaný na revolverech, které mají oddělený zápalník od kohoutu. Převodní kulisa je součástka vložená mezi kohout a zápalník. Bez této kulisy kohout nedosáhne až k zápalníku. Kulisa je posunuta na správné místo až po úplném stisku spouště.

### Blokovací kulisa
Jde o pojistný mechanismus používaný na revolverech, které mají integrovaný zápalník na bicím kohoutu. Jde o součástku (tzv. kulisu) která blokuje dotyk zápalky a zápalníku. Kulisa je odsunuta až po úplném stisknutí spouště.

### Nabíjecí klapka
Je většinou součástí revolverů s jednočinným, tedy tzv. SA spoušťovým mechanismem. Tyto revolvery se nabíjí do válce právě po odklopení této nabíjecí klapky. Tato klapka zároveň uvolňuje aretaci revolverového válce. Jako pojistka tato klapka funguje u těch konstrukcí, u kterých při odklopení blokuje spoušť revolveru.

## Mechanické střelné zbraně
Pojistky byly a jsou používány také u střelných zbraní na mechanickém principu.
U některých historických kuší byl někdy přidáván pojistný mechanismus, který odpovídal svou funkcí manuální pojistce. Tento mechanizmus měl předejít nežádoucím výstřelům a to především při jízdě na koni. Popsaný mechanismus blokoval spoušť kuše.